# TNP2
TNP2 (англ. Transition protein 2) – білок, який кодується однойменним геном, розташованим у людей на короткому плечі 16-ї хромосоми. Довжина поліпептидного ланцюга білка становить 138 амінокислот, а молекулярна маса — 15 641.
| 10         |  | 20         |  | 30         |  | 40         |  | 50         |
| ---------- |  | ---------- |  | ---------- |  | ---------- |  | ---------- |
| MDTQTHSLPI |  | THTQLHSNSQ |  | PQSRTCTRHC |  | QTFSQSCRQS |  | HRGSRSQSSS |
| QSPASHRNPT |  | GAHSSSGHQS |  | QSPNTSPPPK |  | RHKKTMNSHH |  | SPMRPTILHC |
| RCPKNRKNLE |  | GKLKKKKMAK |  | RIQQVYKTKT |  | RSSGWKSN   |  |            |

A: Аланін

C: Цистеїн

D: Аспарагінова кислота

E: Глутамінова кислота

F: Фенілаланін

G: Гліцин

H: Гістидин

I: Ізолейцин

K: Лізин

L: Лейцин

M: Метіонін

N: Аспарагін

P: Пролін

Q: Глутамін

R: Аргінін

S: Серин

T: Треонін

V: Валін

W: Триптофан

Кодований геном білок за функціями належить до білків розвитку, фосфопротеїнів. 
Задіяний у таких біологічних процесах, як диференціація клітин, сперматогенез. 
Білок має сайт для зв'язування з іонами металів, іоном цинку, ДНК. 
Локалізований у ядрі, хромосомах.